# Euselasia leucophryna
Euselasia leucophryna is een vlindersoort uit de familie van de prachtvlinders (Riodinidae), onderfamilie Euselasiinae.
Euselasia leucophryna werd in 1913 beschreven door Schaus.